# 小森樹脂
株式会社小森樹脂（こもりじゅし、KOMORIJUSHI.CO.,LTD.）は、大阪府東大阪市に本社を置く、プラスチック家庭用品の製造販売などを行う企業である。

## 概要
東大阪を代表するプラスチックメーカーの一つである。1971年4月1日、大阪府東大阪市にて小森樹脂工業所として創業。1978年4月に株式会社小森樹脂として改組。1982年1月に滋賀県野洲郡中主町（現・野洲市）に滋賀工場を設立。1985年5月に滋賀工場敷地内に商品倉庫を新設。1988年6月には現在地に本社ビルを新設。
1994年4月に東映とスポンサー契約を締結。翌1995年5月より「忍者戦隊カクレンジャー」放映時間にテレビCMを奇数年で放映する。これ以降、東映のスポンサーとしてスーパー戦隊シリーズやメタルヒーローシリーズ、仮面ライダーシリーズなどの東映特撮ヒーロー作品やプリキュアシリーズなどの東映アニメーション制作のアニメ作品の弁当箱を販売している。近年ではオリジナル商品の企画開発にも力を入れている。
2018年4月、大阪府より大阪府経営革新計画の承認を受ける。同年9月、大阪ものづくり優良企業賞2018にて「優良企業賞」および「知的財産部門賞」を受賞。

## キャラクター商品

### 現在も販売しているキャラクター商品
- スーパー戦隊シリーズ（『忍者戦隊カクレンジャー』以降）
- 仮面ライダーシリーズ（『仮面ライダークウガ』以降）
- 朝日放送テレビ制作日曜朝8時30分枠のアニメ（『おジャ魔女どれみ』以降）

### 過去にした販売していたキャラクター商品
- メタルヒーローシリーズ（『ブルースワット』から『テツワン探偵ロボタック』まで）
- 燃えろ!!ロボコン
- 美少女戦士セーラームーンシリーズ（第3シリーズの『美少女戦士セーラームーンS』から第5シリーズの『美少女戦士セーラームーン セーラースターズ』まで）
- キューティーハニーF
- ひみつのアッコちゃん（アニメ版第3作）
- デジモンシリーズ
  - デジモンアドベンチャー
  - デジモンアドベンチャー02
  - デジモンテイマーズ
  - デジモンフロンティア
  - デジモンセイバーズ
- ONE PIECE[1]
- キン肉マンII世[2]
- 冒険王ビィト
  - 冒険王ビィト エクセリオン
- 出ましたっ!パワパフガールズZ
- 探検ドリランド（第2作のみ販売）[3]